# Elise Boot
Elise Cornelia Alphonsa Maria Boot (Rotterdam, 2 agosto 1932 – Utrecht, 27 novembre 2023) è stata una politica e giurista olandese.

## Biografia
Boot ha studiato teologia all'Università cattolica di Nimega, ma dopo alcuni anni è passata a studiare legge all'Università Nazionale di Utrecht.  Si è laureata nel 1967.
Dopo gli studi, ha lavorato presso l'Istituto Europa dell'Università di Utrecht, concentrandosi sul diritto economico.  Dal 1970 è stata anche collegata al seminario di Salisburgo in Studi americani nella città austriaca di Salisburgo   Nel 1971 è diventata membro del comitato esecutivo della Facoltà di giurisprudenza dell'Università di Utrecht.  Ha anche collaborato alla legge europea all'Università di Birmingham dal 1973 al 1974.
Esponente di Appello Cristiano Democratico, fu eletta al Parlamento europeo in occasione delle elezioni europee del 1979 e venne confermata alle europee del 1984; non fu rieletta alle europee del 1989, quando si presentò col movimento cattolico-conservatore God Met Ons ottenendo 1.067 preferenze.
Alle elezioni legislative del 2003 si candidò senza successo con la Lista Pim Fortuyn.